# 長崎町 (下関市)
長崎町（ながさきちょう）は山口県下関市にある地名。郵便番号は750-0029。当地域の人口は2015年の国勢調査によると439人で、世帯数は259。本項目では特筆性の都合上、長崎町付近にある長崎新町（ながさきしんまち）、長崎中央町（ながさきちゅうおうちょう）、長崎本町（ながさきほんまち）、笹山町（ささやまちょう）、長門町（ながとまち）についても述べる。

## 地理
下関市の南部付近に存在する。長崎町、長崎新町、長崎中央町、長崎本町、笹山町、長門町全体では北部は山手町と西神田町と桜山町、西部は上新地町と上条町と今浦町、南部は竹崎町と豊前田町、東部は丸山町と関西本町と関西町に隣接する。

## 歴史

### 地名の由来
長崎町はかつて海に面しており、長い海岸線を持った地形であったため、長崎町と呼ばれた。長門町は新しく誕生した際に長門国から採用された。笹山町は文政（1820年代ごろ）皿山という陶器が焼かれていたことにちなむ。

### 沿革
- 文久元年（1861年）日慈上人が法正院の前身となる説教所を設置[7]。
- 明治9年（1876年）京都大本山本圀寺の住職日禎上人を迎えて開山[7]。
- 明治15年（1882年）長門町に検梅所を設置。のちに茶山病院となったが、廃止された[8]。
- 明治36年（1903年）長崎町と茶山町から長門町が下関市の1町として成立[8](この長崎町は現在の長崎町と異なるが、だいたい同じ位置に存在していた。)。
- 大正2年（1913年）鉄道を建設するために竹崎町から法正院を現在の長崎町の位置まで移転[7]。
- 昭和34年（1959年）大坪にあった県立聾学校下関分校が移転。のち、昭和42年（1967年）には現在の古屋町に移転された[8]。
- 昭和44年（1969年）長崎町が大字関後地村から下関市の1町として成立[9]。
- 昭和48年（1973年）長崎中央町が大字関後地村から下関市の1町として成立[9]。
- 昭和50年（1975年）長崎本町が大字関後地村から、長崎新町が大字関後地村と長門町から、笹山町が大字関後地村から下関市の1町として成立[9][6]。

### 地域区分の変遷
- 昭和50年
竹崎町2丁目と上条町と今浦町と長崎新町により長門町の一部が編入される[8]。
大字関後地村と豊前田町と竹崎町から一部を編入[8]。

## 町別データ
以下のデータは2015年に実施された国勢調査に基づいている。
| 町丁       | 面積(km2) | 人口 | 世帯数 | 人口密度(人/km2) |
| ---------- | --------- | ---- | ------ | ---------------- |
| 長崎町     | 0.055249  | 439  | 259    | 7946             |
| 長崎新町   | 0.054946  | 457  | 236    | 8317             |
| 長崎本町   | 0.018760  | 125  | 63     | 6663             |
| 長崎中央町 | 0.052781  | 106  | 54     | 2008             |
| 笹山町     | 0.028870  | 180  | 104    | 6235             |
| 長門町     | 0.031706  | 537  | 322    | 16937            |

## 小・中学校の学区
市立小・中学校に通う場合、学区は以下の通りとなる。
| 町丁         | 番地・号                                   | 小学校             | 中学校             |
| ------------ | ------------------------------------------ | ------------------ | ------------------ |
| 長崎町一丁目 | 1番、2番1~14・20・25~36号、4番1~14号       | 下関市立関西小学校 | 下関市立文洋中学校 |
| 長崎町一丁目 | 2番15~19・21~24号、3番、4番15~22号、5~15番 | 下関市立桜山小学校 | 下関市立文洋中学校 |
| 長崎新町     | 全域                                       | 下関市立関西小学校 | 下関市立文洋中学校 |
| 長崎本町     | 全域                                       | 下関市立関西小学校 | 下関市立文洋中学校 |
| 長崎中央町   | 全域                                       | 下関市立関西小学校 | 下関市立文洋中学校 |
| 長門町       | 全域                                       | 下関市立関西小学校 | 下関市立文洋中学校 |
| 笹山町       | 6番14号以外                                | 下関市立関西小学校 | 下関市立文洋中学校 |
| 笹山町       | 6番14号                                    | 下関市立王江小学校 | 下関市立名陵中学校 |

## 施設・史跡
- 日蓮宗清光山本尊日蓮上人法正院（長崎町）[7]

## 出身・ゆかりのある人物
- 青木作雄（衆議院議員、山口県会議員、下関市会議員、山口県多額納税者、貸家業、家主）[11][12]